# Кубок світу з біатлону 2019—2020 — етап 2
Другий етап Кубка світу з біатлону 2019—20 відбувався в Гохфільцені, Австрія, з 13 листопада по 15 грудня 2019 року. До програми етапу було включено 6 гонок:  спринт  та переслідування у чоловіків і жінок, а також чоловіча та жіноча естафети.

## Чоловіки
| Гонка:                 | Золото:                      | Час               | Срібло:                 | Час               | Бронза:                 | Час               |
| Спринт 10 км           | Йоганнес Тінгнес Бо Норвегія | 25:07.8 (0+1)     | Сімон Детьє Франція     | 25:15.6 (0+1)     | Олександр Логінов Росія | 25:22.4 (0+0)     |
| Переслідування 12,5 км | Йоганнес Тінгнес Бо Норвегія | 31:27.0 (0+0+0+0) | Олександр Логінов Росія | 32:00.5 (0+0+0+0) | Емільєн Жаклен Франція  | 32:07.5 (0+0+0+0) |

## Жінки
| Гонка:               | Золото:                | Час               | Срібло:                             | Час               | Бронза:                             | Час               |
| Спринт 7,5 км        | Доротея Вірер Італія   | 21:26.5 (1+0)     | Інгрід-Ланнмарк Тандреволл Норвегія | 21:32.4 (0+0)     | Світлана Миронова Росія             | 21:44.8 (0+1)     |
| Переслідування 10 км | Тіріль Екгофф Норвегія | 29:14.6 (0+0+0+0) | Ганна Еберг Швеція                  | 29:40.4 (0+1+1+0) | Інгрід-Ланнмарк Тандреволл Норвегія | 29:54.3 (0+0+1+0) |

## Естафети
| Гонка:   | Золото:                                                                                            | Час                                                       | Срібло:                                                                       | Час                                                       | Бронза:                                                              | Час                                                       |
| Чоловіки | Норвегія Йоганнес Дале Ерленн Б'єнтегор Тар'єй Бо Йоганнес Тінгнес Бо                              | 1:14:44.2 (0-0) (0-0) (1-3) (0-2) (0-0) (0-0) (0-0) (0-2) | Німеччина Філіпп Горн Йоганнес Кюн Арнд Пайффер Бенедикт Долль                | 1:14:46.2 (0-2) (0-2) (0-0) (0-0) (0-0) (0-2)             | Франція Антонен Гігонна Емільєн Жаклен Фаб'єн Клод Кантен Фійон Майє | 1:15:36.1 (0-2) (0-0) (0-0) (0-2) (0-0) (1-3) (0-1) (0-0) |
| Жінки    | Норвегія Каролін Оффігстад Кноттен Інгрід-Ланнмарк Тандреволл Тіріль Екгофф Марте Ольсбу-Рейселанн | 1:10:04.7 (0-0) (0-1) (0-0) (1-3) (0-0) (0-1) (0-1) (0-1) | Росія Христина Рєзцова Лариса Кукліна Світлана Миронова Катерина Юрлова-Перхт | 1:10:12.9 (0-0 )(0-0) (0-0) (0-1) (0-0) (0-3) (0-0) (0-1) | Швейцарія Еліза Гаспарін Селіна Гаспарін Аїта Гаспарін Лена Гекі     | 1:11:08.8 (0-1) (0-1) (0-3) (0-1) (0-0) (0-0) (0-0) (1-3) |

## Досягнення
Найкращий особистий результат в кар'єрі
| - Емільєн Жаклен (FRA), 3-є місце в переслідуванні - Філіпп Горн (GER), 18-е місце в переслідуванні - Тьєрі Ланжер (BEL), 21-е місце в спринті - Теро Сеппяля (FIN), 24-е місце в переслідуванні - Александер Ф'єльд Андерсен (NOR), 27-е місце в переслідуванні - Антон Дудченко (UKR), 28-е місце в спринті - Якуб Штвртецкі (CZE), 29-е місце в спринті - Микита Поршнєв (RUS), 34-е місце в спринті - Йоша Буркгальтер (SUI), 37-е місце в переслідуванні - Микита Лобастов (BLR), 39-е місце в переслідуванні - Гаральд Леммерер (AUT), 5-е місце в спринті | - Світлана Миронова (RUS), 3-є місце в спринті - Каролін Коломбо (FRA), 15-е місце в спринті - Христина Рєзцова (RUS), 18-е місце в переслідуванні - Кароліне Оффігстад Кноттен (NOR), 21-е місце в спринті - Ганна Сола (BLR), 30-е місце в спринті - Чу Юаньмен (CHN), 38-е місце в спринті - Ніна Задравець (SLO), 73-е місце в спринті - Юлія Матвієнко (LAT), 89-е місце в спринті |